# Rudolf Serkin

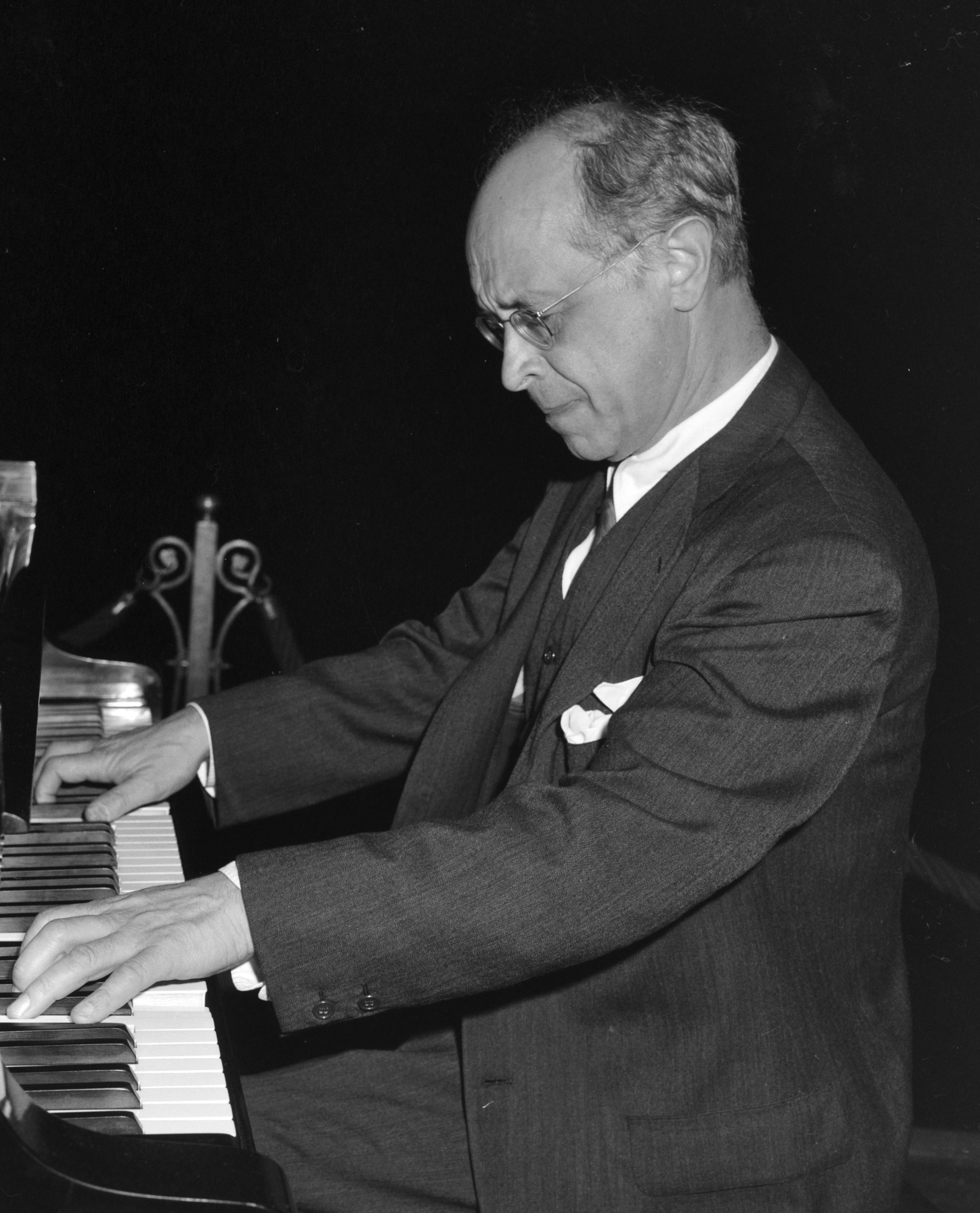
Rudolf Serkin, 1962

Rudolf Serkin (Eger, Bohemia, hoy en la República Checa, 28 de marzo de 1903-Guildford, Vermont, Estados Unidos, 8 de mayo de 1991) fue un pianista austriaco nacionalizado estadounidense.

## Biografía

### Infancia
Nació en una familia judía de origen ruso. Cuando Serkin tenía nueve años, su familia se trasladó a Viena, donde comenzó sus estudios musicales. Su extraordinario talento hizo que se le considerara un niño prodigio y que debutara con la Orquesta Filarmónica de Viena en 1915, con doce años de edad. Sin embargo, su verdadera carrera profesional no comenzó hasta 1920, tras rigurosos estudios de piano con Richard Robert y de composición con Joseph Marx y Arnold Schönberg.

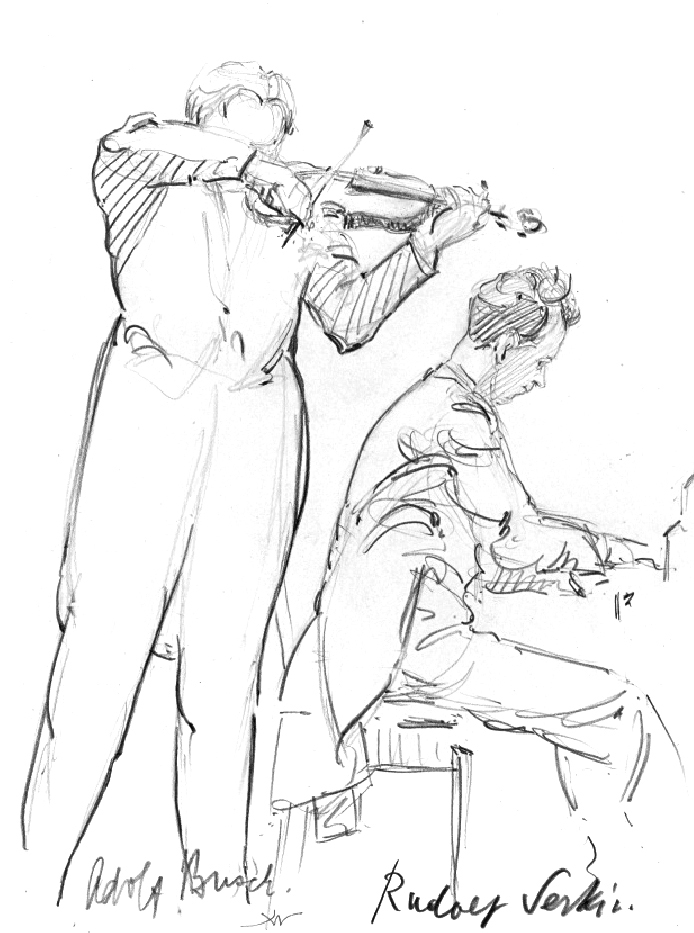
Serkin y Adolf Busch en el Conservatorio de Bruselas en 1935. Dibujo de Hilda Wiener.

### Encuentro conAdolf Busch
En 1920, a los 17 años conoció al violinista Adolf Busch, con quien establecería una intensa relación humana y artística. Se trasladó a vivir a Berlín con Busch y su familia (su hija Irene, entonces de tres años de edad, se convertirá 15 años más tarde en la mujer de Serkin). Busch había creado un conjunto de cámara (el Cuarteto Busch) con el que difundía la música alemana y con el que tocaban importantes solistas, como Marcel Moyse, Aubrey Brain o Reginald Kell. Durante la década de los 30, Serkin grabará con este grupo obras de Beethoven, Bach y Schubert en los estudios de Abbey Road de Londres. Estas grabaciones son un tesoro discográfico por su carácter pionero y por su prodigiosa calidad artística.

### Elexiliovoluntario
En 1933, el dirigente nazi Hermann Göring le propone puestos importantes, aunque como judío Serkin debería renunciar a los conciertos públicos. Serkin decide exiliarse y Adolf Busch, ario sin tacha, sigue el mismo camino. Se instalan primero en Viena y después en Suiza.
Serkin se traslada a los Estados Unidos en 1939, donde ya había tocado con gran éxito. Su primer concierto en aquel país lo había dado en el Coolidge Festival de Washington en 1933 y en 1934 ya había tocado con Arturo Toscanini y la Orquesta Filarmónica de Nueva York; Su primer recital en el Carnegie Hall fue en 1937.

### Labor pedagógica

#### Filadelfia
A partir de 1939 será profesor de piano en el Curtis Institute of Music de Filadelfia, del que será también director entre 1968 y 1977.

#### Prades,Marlboro
En 1950, fue invitado por Pablo Casals para tocar en la primera edición del Festival de Prades. Casals y Serkin compartían un mismo entusiasmo por la música de cámara y eran unos formidables pedagogos e intérpretes que transmitían su entusiasmo a los jóvenes en este festival y también en el de Marlboro.

### Los años de madurez
Hasta el final de su dilatada vida, siguió dando testimonio de este espíritu popular y expresando su talento interpretativo, también a través de las elecciones de repertorio y compañeros artísticos. Memorable es la selección de conciertos para piano y orquesta de Wolfgang Amadeus Mozart con la London Symphony Orchestra, con Claudio Abbado.
En 1979 interpretó el Concierto para piano y orquesta n. 1 (Brahms) dirigido por Claudio Abbado en el Teatro alla Scala de Milán. Sus recitales de Beethoven con Pina Carmirelli fueron inolvidables. 
Después de su interpretación de la integral de los conciertos para piano mozartianos con la Orquesta Sinfónica de Londres y Claudio Abbado, colaboró con este director en una fundación para conseguir instrumentos para jóvenes intérpretes.
Enfermo de cáncer, se retiró de los conciertos en 1988. Padre de seis hijos (uno de los cuales murió de niño), entre los que ha alcanzado fama el pianista Peter Serkin. Se mantuvo activo hasta su fallecimiento, en 1991, cuando tenía 88 años de edad .Murió en su finca en Guildford (Vermont) en 1991. Era el padre del pianista Peter Serkin.Irene Busch Serkin, mujer de Rudolf, murió en 1998.
En 2003 se publicó una biografía en inglés, Rudolf Serkin: A Life, de Stephen Lehmann y Marion Faber.

### Estilo interpretativo
Rudolf Serkin ha sido considerado como uno de los pianistas más importantes del siglo XX. Destacan sus interpretaciones de Bach, Mozart, Beethoven y Schubert. En el caso de Beethoven, su pieza favorita era la Hammerklavier (sonata N.º 29) que tocaba mucho ante el público. Su enfoque interpretativo, soportado por una gran técnica, era de gran claridad, brillantez y expresividad.

## Discografía selecta
- Johann Sebastian Bach: Conciertos de Brandeburgo con la Orquesta de Cámara Busch
- Ludwig van Beethoven:
  - Sonata para piano Nº 29, Op. 106
  - Variación sobre un vals de Diabelli, Op. 120
  - Concierto para piano y orquesta n.º 3, Op. 37 con la Orquesta Filarmónica de Nueva York dirigida por Leonard Bernstein
- Johannes Brahms:
  - Cuartetos para piano y cuerdas Op. 25  y Op. 26, con el Cuarteto Busch
  - Quinteto para piano y cuerdas Op. 34, con el Cuarteto Busch
  - Quinteto para clarinete y cuerdas Op. 115 con Reginald Kell y el Cuarteto Busch
  - Trío para piano, violín y trompa Op. 40, con Adolf Busch y Audrey Brain
  - Concierto para piano Nº1, Op. 15, con la Orquesta de Cleveland dirigida por George Szell
- Wolfgang Amadeus Mozart:
  - Concierto para piano K. 466 con la Orquesta del Festival de Marlboro dirigida por Alexander Schneider
  - Concierto para piano K. 488 con la Orquesta Sinfónica Columbia dirigida por Alexander Schneider
  - Concierto para piano K. 503 con la Orquesta Sinfónica de Londres dirigida por Claudio Abbado
- Franz Schubert:
  - Trío para piano, violín y violonchelo D. 929 con Adolf Busch y Hermann Busch, su primer disco.
  - Sonata para piano D.959,
  - Auf der strom D. 943 con Benita Valente, soprano.
- Robert Schumann:
  - Concierto para piano Op. 54, con la Orquesta de Filadelfia dirigida por Eugene Ormandy.

## Premios
Premio Grammy de interpretación de música de cámara:
Mstislav Rostropóvich y Rudolf Serkin por la Sonata para violonchelo y piano en mi menor, Op. 38 y la Sonata en fa mayor, Op. 99 de Brahms.